# 1503 en musique classique
| \| • Retour à la chronologie générale de la musique classique • \| |
| Grèce • Rome • Haut Moyen Âge • VIIIe siècle • IXe siècle • Xe siècle • XIe siècle XIIe siècle • XIIIe siècle • XIVe siècle • XVe siècle • XVIe siècle • XVIIe siècle XVIIIe siècle • XIXe siècle • XXe siècle • XXIe siècle |
| • Retour à la chronologie générale de la musique classique • |

| Années en musique classique : 1500 - 1501 - 1502 - 1503 - 1504 - 1505 - 1506    |
| Décennies en musique classique : 1470 - 1480 - 1490 - 1500 - 1510 - 1520 - 1530 |

## Événements
- Josquin des Prés séjourne en 1503-1504 à Ferrare à la cour du duc Hercule Ier d'Este ; il y compose la Missa Hercules Dux Ferrarie et le Miserere (en).
- De 1500 à 1503 (ou 1504), Loyset Compère est recteur de la collégiale Saint-Pierre à Douai.
- 10 février : Francisco de la Torre est chargé de diriger le chœur des enfants de la cCathédrale de Séville.
- 10 mai : l'imprimeur Ottaviano Petrucci publie à Venise un recueil de motets, Motetti de passione de cruce de sacramento, de Beata Virgine et huiusmodi Lire en ligne, où figurent entre autres le motet Panis Angelicus du compositeur franco-flamand Gaspar van Weerbeke et l'hymne Réveillez-vous Picards.

## Décès
- entre le 26 mars et le 16 mai : Jérôme de Clibano, compositeur et chanteur franco-flamand